# After the War
Para el videojuego de 1989, véase After the War (videojuego).
After the War es el octavo álbum de estudio del guitarrista norirlandés de blues rock y hard rock Gary Moore, publicado a través de Virgin Records. Es el último disco del músico que está cargado al hard rock y en especial al metal, ya que con la llegada del nuevo decenio retorna al sonido de su principal influencia el blues, sin embargo a mediados de dicho decenio haría algunas incursiones de nuevo en el rock pesado.
Obtuvo el puesto 23 en los UK Albums Chart del Reino Unido y el 114 en la lista Billboard 200 de los Estados Unidos. Mientras que los sencillos «After the War» alcanzó el lugar 37 en los UK Singles Chart y «Ready for Love» llegó hasta la posición 56 en mencionada lista y además entró en los Mainstream Rock Tracks de los Estados Unidos en el puesto 13.
Al igual que Run for Cover de 1985, Gary invitó a varios músicos para colaborar en cada una de las pistas como Ozzy Osbourne, Cozy Powell y Don Airey, entre otros. Cabe mencionar que la canción «Bloods of Emeralds» es un tributo a su amigo y colega Phil Lynott. Por otro lado está el cover del tema «The Messiah Will Come Again» del guitarrista estadounidense Roy Buchanan, que originalmente no fue incluido en el vinilo pero sí en el casete y el disco compacto.
En mayo del mismo año fue certificado con disco de plata por la British Phonographic Industry, tras superar las 60 000 copias vendidas.

## Lista de canciones
Todas las canciones escritas por Gary Moore, a menos que se indique lo contrario.

| N.º | Título                                       | Escritor(es)  | Duración |  |
| 1.  | «Dunluce Pt. 1» (instrumental)               |               | 1:17     |  |
| 2.  | «After the War»                              |               | 4:17     |  |
| 3.  | «Speak for Yourself»                         | Moore, Carter | 3:42     |  |
| 4.  | «Livin' on Dreams»                           |               | 4:14     |  |
| 5.  | «Led Clones»                                 | Moore, Carter | 6:07     |  |
| 6.  | «The Messiah Will Come Again» (instrumental) | Roy Buchanan  | 7:29     |  |
| 7.  | «Running for the Storm»                      |               | 4:45     |  |
| 8.  | «This Thing Called Love»                     |               | 3:22     |  |
| 9.  | «Ready for Love»                             |               | 5:39     |  |
| 10. | «Blood of Emeralds»                          | Moore, Carter | 8:19     |  |
| 11. | «Dunluce Pt. 2» (instrumental)               |               | 3:50     |  |

| Pistas adicionales en remasterización de 2002 |                                         |                                                     |          |  |
| N.º                                           | Título                                  | Escritor(es)                                        | Duración |  |
| 12.                                           | «Emerald»                               | Lynott, Scott Gorham, Brian Downey, Brian Robertson | 4:06     |  |
| 13.                                           | «Over the Hills and Far Away» (en vivo) |                                                     | 10:16    |  |
| 14.                                           | «Military Man» (en vivo)                | Lynott                                              | 6:26     |  |
| 15.                                           | «Wild Frontier» (en vivo)               |                                                     | 5:01     |  |

## Músicos
- Gary Moore: voz, guitarra rítmica y guitarra líder
- Neil Carter: teclados y coros
- Bob Daisley: bajo
- Cozy Powell: batería
- Laurence Cottle: bajo en «The Messiah Will Come Again»
- Charlie Morgan: batería en «After the War»
- Brian Downey: batería en «Emeralds»
- Simon Phillips: batería en «Speak for Yourself» y «Blood of Emeralds»
- Ozzy Osbourne: voz principal en «Led Clones» y coros adicionales
- Andrew Eldritch, Sam Brown, Miriam Stockley y Chris Thompson: coros adicionales